# Sylvicola violovitshi
Sylvicola violovitshi är en tvåvingeart som beskrevs av Nina Krivosheina 2001. Sylvicola violovitshi ingår i släktet Sylvicola och familjen fönstermyggor. Inga underarter finns listade i Catalogue of Life.